# Formicomyia ovata
Formicomyia ovata là một loài ruồi trong họ Tachinidae.